# Camair-Co
Camair-Co (offiziell Cameroon Airlines Corporation) ist die nationale Fluggesellschaft Kameruns mit Sitz in Douala und Basis auf dem Flughafen Douala.

## Geschichte
Camair-Co wurde 2006 als Staatsgesellschaft gegründet, um Cameroon Airlines zu ersetzen, die 2008 ihren Betrieb wegen Korruption einstellen musste. Das Design der Camair-Co ist in einigen Teilen an dem der Vorgängerins orientiert. Am 28. März 2011 nahm Camair-Co den Betrieb mit einem Inlandsflug von Douala nach Yaoundé auf, der erste internationale Flug fand noch am selben Tag mit dem Erstflug auf der Route von Douala nach Paris statt. Im Wartungsbereich kooperiert die Gesellschaft mit Lufthansa Technik.
Im Oktober 2012 bestellte Camair-Co zwei Boeing 787-8, die ursprünglich  ca. 2015 ausgeliefert werden sollten.
Am 30. März 2015 wurden zwei von drei Xi’an MA60 an Camair-Co ausgeliefert; der Flugbetrieb mit den Turboprop-Verkehrsflugzeugen sollte zu Weihnachten 2015 für nationale Flugziele aufgenommen werden.
Im Oktober 2020 wurde publiziert, dass die Gesellschaft XAF 124 Mrd. (USD 231 Mio.) Schulden hat. Im Januar 2021 wurden mit 130 Mitarbeitern ungefähr ein Drittel der Belegschaft entlassen.

## Flugziele
Camair-Co fliegt von Douala Ziele in Zentral- und Westafrika an. Als einziges europäisches Flugziel wurde Paris bedient, ist aber im derzeitigen Flugplan auch nicht mehr enthalten.

## Flotte

### Aktuelle Flotte

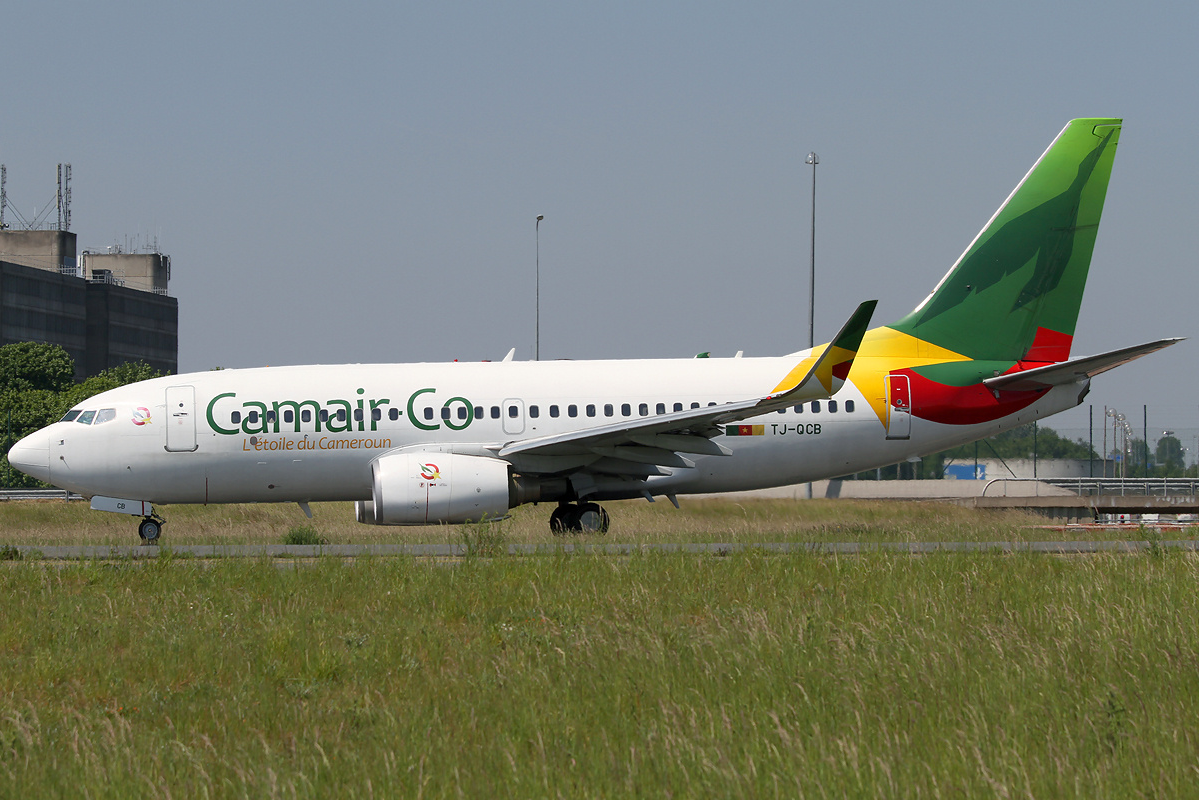
Boeing 737-700 der Camair-Co auf dem Flughafen Paris-Charles-de-Gaulle

Mit Stand Juli 2024 besteht die Flotte der Camair-Co aus neun Flugzeugen mit einem Durchschnittsalter von 18,3 Jahren:
| Flugzeugtyp            | Anzahl | bestellt | Anmerkungen                             | Sitzplätze (Business/Economy) | Durchschnittsalter (Juli 2024) |
| ---------------------- | ------ | -------- | --------------------------------------- | ----------------------------- | ------------------------------ |
| Boeing 737-700         | 2      |          | eine inaktiv; mit Winglets ausgestattet | 128 (12/116)                  | 18,8 Jahre                     |
| Boeing 767-300ER       | 1      |          | inaktiv                                 | 211 (30/181)                  | 23,6 Jahre                     |
| De Havilland DHC-8-400 | 2      |          |                                         | - offen -                     | 14,3 Jahre                     |
| Embraer 135            | 1      |          | betrieben durch Cronos Airlines Benin   | 37 (-/37)                     | 24,0 Jahre                     |
| Embraer 145            | 1      |          | betrieben durch Cronos Airlines         | 50 (-/50)                     | 24,0 Jahre                     |
| Embraer 175            | 1      |          | betrieben durch Marathon Airlines       | 88 (-/88)                     | 12,3 Jahre                     |
| Embraer 195            | 1      |          | betrieben durch Marathon Airlines       | 118 (-/118)                   | 14,2 Jahre                     |
| Gesamt                 | 9      | 0        |                                         |                               | 18,3 Jahre                     |

### Aktuelle Sonderbemalungen
| Bemalung                         | Flugzeugtyp            | Luftfahrzeugkennzeichen | Zeitraum          | Bild |
| -------------------------------- | ---------------------- | ----------------------- | ----------------- | --- |
| Africa Cup of Nations (CAN 2021) | De Havilland DHC-8-400 | TJ-QDD                  | seit Oktober 2021 | Bild gesucht Die Wikipedia wünscht sich an dieser Stelle ein Bild. Weitere Infos zum Motiv findest du vielleicht auf der Diskussionsseite . Falls du dabei helfen möchtest, erklärt die Anleitung , wie das geht. |

## Zwischenfälle
Am 1. Dezember 2019 wurde eine Maschine des Typs Xi’an MA60 beim Landeanflug auf den Flughafen Bamenda von Separatisten beschossen.